# Regione ecclesiastica Lazio
La Regione ecclesiastica Lazio è un ente ecclesiastico dotato di personalità giuridica eretto dalla Santa Sede ed è una delle sedici regioni ecclesiastiche in cui è suddiviso il territorio della Chiesa cattolica in Italia.

## Territorio
La regione ecclesiastica Lazio comprende i seguenti territori:
- la regione amministrativa Lazio della Repubblica Italiana, eccetto il comune di Bolsena, che appartiene alla diocesi di Orvieto-Todi, e i comuni di Configni e Vacone con la frazione di Rocchette nel comune di Torri in Sabina, che appartengono alla diocesi di Terni-Narni-Amelia; queste porzioni di territorio fanno parte della regione ecclesiastica Umbria;
- il territorio della Città del Vaticano;
- porzioni di territorio di altre regioni amministrative italiane, ma che appartengono a diocesi laziali: la frazione di Santa Maria della Neve, nel comune di Calvi dell'Umbria in provincia di Terni, che fa parte della sede suburbicaria di Sabina-Poggio Mirteto; i comuni di Balsorano, Canistro, Civita d'Antino, Civitella Roveto, Morino, Pescocanale (comune di Capistrello) e San Vincenzo Valle Roveto in provincia dell'Aquila, con i comuni di San Pietro Infine e Rocca d'Evandro in provincia di Caserta, che fanno parte della diocesi di Sora-Cassino-Aquino-Pontecorvo.

Essa ha sede a Roma, nel palazzo del Laterano, ed è governata collegialmente dalla conferenza episcopale regionale, il cui presidente delegato è il vicario generale per la diocesi di Roma.

## Storia
L'istruzione Alcuni arcivescovi della Congregazione dei vescovi e regolari del 24 agosto 1889 estese a tutta l'Italia l'uso esistente in alcune regioni italiane delle conferenze episcopali regionali, riunioni annuali dei vescovi della stessa regione per discutere questioni comuni, condividere pareri, affrontare e superare difficoltà. L'istruzione suddivise la penisola in 17 regioni, tra cui la regione denominata «Circondario di Roma» costituita da 25 circoscrizioni ecclesiastiche, con esclusione della diocesi di Roma:
- 7 diocesi suburbicarie: Ostia, Frascati, Palestrina, Albano, Velletri, Sabina e Porto e Santa Rufina;
- 14 diocesi immediatamente soggette alla Santa Sede: Tivoli, Segni, Anagni, Ferentino, Alatri, Veroli, Sezze, Piperno e Terracina, Civitavecchia e Corneto, Sutri e Nepi, Civita Castellana, Orte e Gallese, Viterbo e Toscanella, Montefiascone, Bagnoregio e Acquapendente;
- 4 abbazie nullius: Santi Vincenzo e Anastasio alle Tre Fontane, Subiaco, San Paolo fuori le mura e San Martino al Cimino.

Con la lettera circolare del 15 febbraio 1919, la Congregazione Concistoriale suddivise il Lazio in due regioni episcopali:
- il Lazio superiore o Regione Cimina, che comprendeva le diocesi di Civitavecchia e Corneto, Sutri e Nepi, Civita Castellana, Orte e Gallese, Viterbo e Toscanella, Montefiascone, Bagnoregio e Acquapendente e le abbazie nullius dei Santi Vincenzo e Anastasio alle Tre Fontane, San Paolo fuori le mura e San Martino al Cimino;
- il Lazio inferiore, comprendente le diocesi di Tivoli, Segni, Anagni, Ferentino, Alatri, Veroli, Sezze, Piperno e Terracina, Sora, Aquino e Pontecorvo, e l'abbazia nullius di Subiaco.

Rispetto all'elenco del 1889, erano escluse le diocesi suburbicarie, ma vi era l'aggiunta della diocesi di Sora, Aquino e Pontecorvo, che nel 1889 faceva parte della regione Campania. La lettera circolare ribadì l'obbligo per le conferenze episcopali regionali di riunirsi una volta all'anno.
Il motu proprio Quanta cura di papa Pio XI dell'8 dicembre 1938 istituì in ogni «regione conciliare o ecclesiastica» (Regio conciliaris seu ecclesiastica) italiana un unico tribunale per le cause matrimoniali. Per questo solo scopo, fu istituito per tutto il Lazio un unico tribunale competente per le cause matrimoniali, quello del vicariato di Roma.
Con il motu proprio Suburbicariis sedibus dell'11 aprile 1962, papa Giovanni XXIII istituì la conferenza episcopale regionale delle diocesi suburbicarie romane, con la diocesi di Roma, presieduta dal cardinale vicario.
Con il decreto De collationibus della Congregazione Concistoriale del 25 luglio 1967, le tre conferenze episcopali regionali laziali furono unite in un'unica regione ecclesiastica. Il decreto stabilì inoltre che il cardinale vicario è ex officio delegato del Papa, arcivescovo e metropolita della provincia romana, alla presidenza della Conferenza episcopale laziale.
Nei primi anni Settanta, l'arcidiocesi di Gaeta e la diocesi di Rieti, che appartenevano rispettivamente alla regione campana e alla regione umbra, furono incorporate nella regione laziale.
Il decreto Eo quod della Congregazione per i vescovi del 12 settembre 1976 stabilì il passaggio dell'abbazia territoriale di Montecassino e della prepositura nullius di Atina dalla conferenza dei vescovi della Campania a quella del Lazio.
Il 4 novembre 1994, con il decreto Ut communis della Congregazione per i vescovi, alla regione ecclesiastica Lazio fu conferita la personalità giuridica canonica pubblica «per promuovere l'azione comune di diverse diocesi vicine, secondo le circostanze di persone e di luoghi», e «favorire maggiormente le relazioni reciproche tra i Vescovi diocesani». Nell'elenco delle circoscrizioni ecclesiastiche che appartengono alla regione ecclesiastica Lazio, oltre a quelle già citate nei documenti precedenti, si trova anche l'abbazia territoriale di Santa Maria di Grottaferrata.
Il 16 febbraio 1996 lo stato italiano riconobbe la personalità giuridica civile della regione ecclesiastica Lazio.

## La regione ecclesiastica oggi

### Statistiche
Dati statistici secondo l'Annuario pontificio 2024:
- Superficie in km²: 18.421
- Abitanti: 6.098.432
- Parrocchie: 1.464
- Numero dei sacerdoti secolari: 2.017
- Numero dei sacerdoti regolari: 2.428
- Numero dei diaconi permanenti: 405

### Suddivisione
La regione ecclesiastica è composta da ventuno diocesi, così ripartite:
- Diocesi di Roma, che ha come suffraganee le sette sedi suburbicarie:
  - Sede suburbicaria di Albano
  - Sede suburbicaria di Frascati
  - Sede suburbicaria di Ostia
  - Sede suburbicaria di Palestrina
  - Sede suburbicaria di Porto-Santa Rufina
  - Sede suburbicaria di Sabina-Poggio Mirteto
  - Sede suburbicaria di Velletri-Segni
- Arcidiocesi e diocesi immediatamente soggette alla Santa Sede:
  - Arcidiocesi di Gaeta
  - Diocesi di Anagni-Alatri
  - Diocesi di Civita Castellana
  - Diocesi di Civitavecchia-Tarquinia
  - Diocesi di Frosinone-Veroli-Ferentino
  - Diocesi di Latina-Terracina-Sezze-Priverno
  - Diocesi di Rieti
  - Diocesi di Sora-Cassino-Aquino-Pontecorvo
  - Diocesi di Tivoli
  - Diocesi di Viterbo
- Abbazie territoriali immediatamente soggette alla Santa Sede:
  - Abbazia territoriale di Santa Maria di Grottaferrata
  - Abbazia territoriale di Montecassino
  - Abbazia territoriale di Subiaco

## Conferenza episcopale laziale
- Presidente: cardinale Baldassare Reina, vicario generale per la diocesi di Roma
- Vicepresidente: Mariano Crociata, vescovo di Latina-Terracina-Sezze-Priverno
- Segretario: Mauro Parmeggiani, vescovo di Tivoli e di Palestrina

### Vescovi delegati
- Gerardo Antonazzo, vescovo di Sora-Cassino-Aquino-Pontecorvo: Vocazioni, Diaconato permanente e Ordo Virginum
- Mariano Crociata, vescovo di Latina-Terracina-Sezze-Priverno: Catechesi
- Guerino Di Tora, già vescovo ausiliare di Roma: Tutela dei minori e degli adulti vulnerabili
- Antonio Luca Fallica, abate ordinario di Montecassino: Liturgia
- Mauro Parmeggiani, vescovo di Tivoli e di Palestrina: Famiglia e vita; Pastorale giovanile
- Orazio Francesco Piazza, vescovo di Viterbo: Educazione, Scuola e Università
- Vito Piccinonna, vescovo di Rieti: Clero e Vita consacrata
- Stefano Russo, vescovo di Velletri-Segni e di Frascati: Beni culturali ed edilizia di culto
- Gianrico Ruzza, vescovo di Civitavecchia-Tarquinia e di Porto-Santa Rufina;
- Ambrogio Spreafico, vescovo di Frosinone-Veroli-Ferentino e di Anagni-Alatri: Ecumenismo e dialogo interreligioso
- Luigi Vari, arcivescovo di Gaeta: Laicato; Cultura; Sostegno economico alla Chiesa; Comunicazioni sociali; Tempo libero, turismo e sport
- Vincenzo Viva, vescovo di Albano: Cooperazione missionaria tra le Chiese.

### Cronotassi dei presidenti
- Cardinale Ugo Poletti (1985-1991)
- Cardinale Camillo Ruini (1991-2008)
- Cardinale Agostino Vallini (2008-2017)
- Cardinale Angelo De Donatis (29 giugno 2017 - 6 aprile 2024)
- Cardinale Baldassare Reina, dal 6 ottobre 2024

## Diocesi laziali soppresse
- Diocesi di Acquapendente
- Diocesi di Acquaviva
- Diocesi di Anzio
- Diocesi di Bagnoregio
- Diocesi di Bisenzio
- Diocesi di Blera
- Diocesi di Bolsena
- Diocesi di Bomarzo
- Diocesi di Castro
- Diocesi di Cerveteri
- Diocesi di Cittaducale
- Diocesi di Curi
- Diocesi di Ferento
- Diocesi di Fidene
- Diocesi di Fondi
- Diocesi di Formia
- Diocesi di Gabi
- Diocesi di Gallese
- Diocesi di Labico
- Diocesi di Lorium
- Diocesi di Minturno
- Diocesi di Montefiascone
- Diocesi di Monterano
- Diocesi di Nepi
- Diocesi di Nomento
- Diocesi di Orte
- Diocesi di Subaugusta
- Diocesi di Sutri
- Diocesi di Tre Taverne
- Diocesi di Trevi nel Lazio
- Diocesi di Tuscania
- Diocesi di Vescovio